# Sarajevska provincija Bezgrješnog Začeća BDM Sestara Služavki Maloga Isusa
Sarajevska provincija Bezgrješnog Začeća BDM Sestara Služavki Maloga Isusa je upravna jedinica Družbe sestara Služavki Maloga Isusa, jedna od triju provincija.

## Povijest
Podjela na provincije bila je temeljem odluke Specijalnog Generalnog kapitula Družbe, održanog od 16. do 20. lipnja 1969. u Zagrebu i dozvole Svete Kongregacije za redovnike i svjetovne ustanove od 2. kolovoza 1969. godine. Vrhbosanska provincija djeluje pod imenom zaštitnika Bezgrješnog začeća BDM. Zaključci istog Generalnog kapitula uređuju koje biskupije obuhvaća: Vrhbosansku, Banjolučku, Mostarsku, Barsku, Skopsku, Beogradsku i apostolsku administraturu Banata.
Smjesta poslije izvanrednog kapitula 1969. godine kupile su kuću u Sarajevu. Kuća na adresi Prijedorska ulica bila je provincijalnom kućom i istovremenom kućom za odgoj. Pet godina potom otvoren je u Sarajevu u Ljubljanskoj 30 novi samostan, samostan Betlehem. Blagoslovio ga je 21. lipnja 1974. godine, na blagdan Presvetog Srca Isusova, nadbiskup vrhbosanski mons. dr. Smiljan Čekada. U toj je zgradi bilo sjedište Provincije sve do velikosrpske agresije na Bosnu i Hercegovinu 1991. godine. Pred početak rata počela je gradnja duhovnog centra u Gromiljaku, čiju je gradnju zaustavio rat, pa je zgrada duhovnog centra stajala nedovršena. U ratu je razoreno šest samostana ove Provincije koji su bili na prostorima Vrhbosanske nadbiskupije. To su dva samostana u Sarajevu, po jedan u Čardaku, Bosanskom Brodu, Doboju, Maglaju. Samostan sv. Leopolda u Neumu jedini je preživjeli samostan iz rata. Ratne godine su vidjele sestre na djelu posvugdje. Dio je cijelog rata ostao u Vrhbosanskoj nadbiskupiji i Bogosloviji u Sarajevu, gdje su pomagale svim ljudima na sve moguće načine. U provincijalnoj kući u samostanu Betlehemu u Sarajevu ostalo je svega pet sestra s ondašnjom provincijalnom glavaricom s. Admiratom Lučić. Zbog toga što su bile u okruženju srpskih snaga, nitko nije znao jesu li uopće žive. Naposljetku se pokazalo da su žive i zahvaljujući UNPROFOR-u izašle su iz Sarajeva 1. listopada 1992. godine. Privremeno su smještene na Remetama u Zagrebu u kuću koja je kupljena za tu svrhu. Blagoslovio ju je 1. svibnja 1993. godine pomoćni biskup zagrebački mons. Juraj Jezerinac. Nova kupljena kuća također je ratnih godina služila za provincijalnu kuću punih pet godina.
Nakon Daytonskog sporazuma u Gromiljak gdje je stajala nedovršena zgrada duhovnog centra Kuće Navještenja sestre su se vratile 1995. godine. 1996. godine sestre su se uselile u kuću Egipat u Sarajevu, bivši samostan i dom za odgoj napuštene djece koju su odgajale sestre. Zgrada koja je 1949. bila nacionalizirana bila je zapuštena zbog višedesetljetne komunističke brige i osvajačkog rata kojem je cilj bio zatiranje katoličanstva i hrvatstva. Poslije rata, 24. listopada 1998. godine, na svetkovinu sv. Rafaela arkanđela, sjedište provincije opet je vraćeno u Sarajevo. Ovog puta to je postao samostan Egipat, Bjelave 54. Bilo je to kad je vrhovna glavarica bila s. M. Mirjam Dedić i provincijalne s. Vitomira Bagić.
Do danas je Provincija održala jedanaest provincijskih kapitula. Provincijski kapituli održavaju se trogodišnje i na njima se daje smjernice sestarskog rada. U provinciji su danas 84 sestre koje djeluju u 17 zajednica.

## Djelatnost
Apostolat u Provinciji je različit. Sestre se bave:
- skrb za napuštenu djecu
- skrb za djecu s poteškoćama u razvoju
- skrb za stare, iznemogle i siromašne osobe u staračkim domovima i privatnim kućama
- rad u bolnicama i školama kao vjeroučiteljice
- vode župni pastoral, dječje jaslice, dječji vrtić
- Služe u Sarajevu u Nadbiskupiji, Bogosloviji i Apostolskoj Nuncijaturi.
- razvijena djelatnost rada s Prijateljima Maloga Isusa, koji su produžena ruka sestara Služavki Maloga Isusa

## Provincijske glavarice
Provincijske glavarice:
- s. M. Ljiljana Perković (1971. – 1977.)
- s. M. Paula Šarić (1977. – 1983.)
- s. M. Bertila Kovačević (1983. – 1989.)
- s. M. Admirata Lučić (1989. – 1996.)
- s. M. Vitomira Bagić (1996. – 1999.)
- s. M. Liberija Filipović (1999. – 2005.)
- s. M. Marina Piljić (2005. – 2011.)
- s. M. Admirata Lučić (2011. -